# Helius stolidus
Helius stolidus är en tvåvingeart som beskrevs av Alexander 1948. Helius stolidus ingår i släktet Helius och familjen småharkrankar. Inga underarter finns listade i Catalogue of Life.